# Olhos de Vampa
Olhos de Vampa é um filme de suspense brasileiro de 1996, dirigido por Walter Rogério e escrito pelo próprio diretor em parceria com Roberto d'Ávilla. Estrelado por Marco Ricca, Christiane Tricerri, Antônio Abujamra e Joel Barcellos, o filme acompanha a investigação de uma série de assassinatos de jovens mulheres, todas encontradas mortas em um bairro de São Paulo.

## Enredo
Em São Paulo, uma bela mulher é encontrada morta, com um pêssego na boca, uma mordida nas nadegas e sem sangue no corpo. O Dr. Artur (Antônio Abujamra) , chefe da polícia, atribui ao detetive Leôncio a investigação do assassinato junto com o fotógrafo fetichista Oscar (Marco Ricca). Quando outras mulheres são encontradas mortas da mesma forma — ou seja, com um pêssego na boca, uma mordida na bunda e sem sangue —, a polícia dá o apelido de "Vampa" ao serial killer vampiro. Sem nenhuma pista, eles decidem seguir uma dançarina sexy e popular de clube noturno pelas ruas de São Paulo, tentando identificar possíveis suspeitos.

## Elenco
- Marco Ricca como Oscar
- Antônio Abujamra como Dr. Artur
- Christiane Tricerri como Diva Botelho
- Joel Barcellos como Vampa
- Washington Luiz Gonzales como Leôncio
- Milhem Cortaz como policial
- Mário Vaz Filho como chefe do clube noturno
- José Rubens Chachá como funcionário do clube noturno
- Maura Baiocchi como mulher velha
- Vanessa Goulart como Carla
- Marcelo Mansfield como Apresentador de TV

## Lançamento
O filme foi selecionado para o 29° Festival de Cinema de Brasília, sendo apresentado em outubro de 1996. Embora tenha sido exibido apenas uma vez naquele ano, durante o Festival de Brasília, o filme reapareceu apenas em 2004, quando foi exibido na Mostra Internacional de Cinema de São Paulo. No entanto, nunca chegou a ser lançado comercialmente nos cinemas. Em vez disso, em 1996, o filme foi disponibilizado em videolocadoras em formatos de VHS e DVD.

## Recepção

### Crítica
Em seu lançamento em 1996, na época da Retomada do Cinema Brasileiro, o filme não obteve uma repercussão positiva, sendo fracasso de crítica e público. Durante o Festival de Brasília, Olhos de Vampa foi severamente criticado. No entanto, Rudá de Andrade da Cinemateca Brasileira o defendeu, argumentando que o filme foi visto como uma comédia, quando na verdade é um filme de terror e um trabalho humanista sobre a solidão. Rudá considerou que este foi o ponto mais profundo do festival. Embora Walter Rogério tenha admitido que seu filme tem erros de roteiro, atuação e montagem nos primeiros rolos, que prejudicam o conjunto, ele alegou que pretendia trabalhar mais no filme para transmitir adequadamente suas ideias.
O crítico Felipe M. Guerra, do site Boca do Inferno, comentou sobre a repercussão do filme Olhos de Vampa. Ele apontou que há muitos motivos para explicar o fracasso do filme, mas também considerou que houve uma certa injustiça. O filme é um dos raros da Retomada brasileira que teve coragem de se aproximar do clima sacana e "vale-tudo" das pornochanchadas e das produções baratas da Boca do Lixo. Guerra ainda escreveu que, enquanto a crítica e o público estavam descobrindo e elogiando um "novo cinema nacional melhor fotografado e produzido", gerando comentários como "Nem parece filme brasileiro", Walter Rogério foi na contramão e propôs um retorno às produções inconsequentes das décadas de 70 e 80. Essas produções retrabalhavam clichês do cinema fantástico internacional dentro de uma atmosfera de sensualidade e sensacionalismo tipicamente brasileira. Em resumo, o filme apresenta muita violência, palavrão e mulheres nuas. O filme também mostra cenas nos inferninhos tradicionais da noite paulistana, onde há um número de striptease gratuito digno dos clássicos da Boca do Lixo.
Leonardo Campos, do site Plano Crítico, escreveu que "Olhos de Vampa prefere se manter conectado com os padrões do que era produzido anteriormente em nosso sistema. É um toque de passado numa era de pulsações diferentes. Numa análise diacrônica, o resultado é interessante, diferente do relacionamento com a narrativa numa perspectiva de entretenimento, algo que pode deixar frustrado aqueles que buscam uma genuína história de horror ou um filme mais coeso e dentro dos padrões dramáticos tradicionais. Produzido por Roberto D’avila, podemos destacar a direção de fotografia de Claudio Portioli como um bom segmento da narrativa, setor eficiente no estabelecimento imagético da proposta deste irreverente “clássico” do cinema brasileiro".